# Družec
Družec je obec v okrese Kladno ve Středočeském kraji, necelých 7 km jihozápadně od Kladna. Obec má rozlohu 7,12 km² a žije zde přibližně 1 100 obyvatel. PSČ zdejší pošty je 273 62. Ke Družci patří také samota Motlovna.
Obec má základní školu 1. stupně, působí zde fotbalový oddíl Sokol Družec.

## Poloha a přírodní podmínky
Obec se rozkládá ve zvlněné krajině na samotném okraji Křivoklátské vrchoviny – zhruba 3 km od CHKO Křivoklátsko. Nadmořská výška se pohybuje od 354,5 m na jihozápadním okraji katastru obce do 445 m na vrchu Dojka v jihovýchodní části obce; obecní úřad se nachází ve výšce 373 m n. m. Katastrem obce prochází dálnice D6.
Územím obce protéká Loděnický potok, do něhož se v jihozápadní části obce vlévá říčka Výskyta.
Na severovýchodním okraji vesnice (na západním úpatí vrchu Veselov) leží přírodní památka Pod Veselovem s výskytem koniklce lučního českého. Na vrcholu Veselova je umístěna rozhledna Veselov.

## Historie
Z nálezů prehistorických lze uvést hroby z pozdně hradištního období; nádobku nalezenou v čp. 40; stříbrné mince s pecí na tavení rudy a střepiny nalezené na poli.
Nejstarší zmínka o Družci pochází z roku 1320.

#### Farnost
Farnost i fara se poprvé připomíná v roce 1352 jako "Družec cum Žilina", kdy odvedla desátek o 30 groších. Již tenkrát zde byla zřízena farní škola. Od svého postavení sem byl přifařen i filiální kostelík v sousední Žilině.
Ves měla již od svého založení dva vlastníky a náležela tak ke dvěma panstvím.

#### Smečenská (původně křivoklátská) část
Většina Družce patřila ke Křivoklátu, jelikož tu bylo králi vykonáváno právo podací. Později bylo přiděleno ke kapli Všech svatých na pražském hradě. Roku 1466 byla však ves králem Jiřím z Poděbrad zástavně darována za věrné služby rodu Bořitů z Martinic na Smečně a jejich vlastnictví bylo roku 1514 králem Vladislavem dědičně potvrzeno.

#### Tachlovická část
Část vsi vlastnili také i vladykové z Braškova, z nichž Grinvald roku 1387 obdaroval družecký kostel a pojistil zde své věno manželce Škonce, to ale poté převedl na Braškov. Když Škonka ovdověla, prodala svůj podíl na vlastnictví za 300 kop Janovi z Kladna a ves tak přešla na kladenské. Roku 1540 tu Zdeněk Kladenský (stejně jako jeho dědici Žďárští ze Žďáru) vlastnil kmetcí dvůr s krčmou. Rod Žďárských ze Žďáru poté vymřel po meči a vlastníkem se tak roku 1688 stala sestra posledního mužského příslušníka tohoto rodu – Polyxena Ludmila. Po ní zdědil obec syn Jaroslav Florián a ten roku 1705 část obce prodal Karlu Jáchymu Bredovi k tachlovickému panství. S panstvím obec koupila Anna Marie Františka Toskánská k Buštěhradu. Roku 1741 tato část přešla na vévody bavorské, roku 1805 na rod habsburský a roku 1847 byla přidělena k soukromým statkům císařským.
Roku 1634 byla obec vypálena a zpustošena Švédy.

### Územněsprávní začlenění
Dějiny územněsprávního začleňování zahrnují období od roku 1850 do současnosti. V chronologickém přehledu je uvedena územně administrativní příslušnost obce v roce, kdy ke změně došlo:
- 1850 země česká, kraj Praha, politický okres Smíchov, soudní okres Unhošť[5]
- 1855 země česká, kraj Praha, soudní okres Unhošť[5]
- 1868 země česká, politický okres Smíchov, soudní okres Unhošť[5]
- 1893 země česká, politický okres Kladno, soudní okres Unhošť[6]
- 1939 země česká, Oberlandrat Kladno, politický okres Kladno, soudní okres Unhošť[7]
- 1942 země česká, Oberlandrat Praha, politický okres Kladno, soudní okres Unhošť[8]
- 1945 země česká, správní okres Kladno, soudní okres Unhošť[9]
- 1949 Pražský kraj, okres Kladno[10]
- 1960 Středočeský kraj, okres Kladno[11]

### Rok 1932
V obci Družec (865 obyvatel) byly v roce 1932 evidovány tyto živnosti a obchody: lékař, cihelna, 4 hostince, knihař, 2 koláři, konsum Včela, 2 kováři, krejčí, malíř pokojů, 3 mlýny, 2 obuvníci, pekař, pila, 2 rolníci, 2 řezníci, 5 obchodů se smíšeným zbožím, sedlář, spořitelní a záložní spolek v Družci, stavební a bytové družstvo Domov, stavební podnikatelství, švadlena, tesařský mistr, 2 trafiky, truhlář, zámečník, 2 zedničtí mistři.

## Pamětihodnosti
Hlavní památkou je poutní kostel Nanebevzetí Panny Marie, původně gotický z 1. poloviny 14. století. V roce 1634 byl kostel zpustošen Švédy. Do roku 1688 však byl znovu vystaven – zvětšený a barokně upravený. Hlavní pouť se koná v neděli po 2. červenci. K pískovcovému kameni u kostela, zvanému Zkamenělec, se váže lidová pověst o zkamenělém hříšníkovi. Někteří autoři kámen považují za pravěký menhir. Je vysoký 1,8 metru a váží 0,8 tuny. Původ kamene kladou geologové do okolí Kamenných Žehrovic. Původně stál přímo před kostelem, roku 1777 nad ním byla vystavěna šindelová stříška. Na dnešní místo ho přemístili až v roce 1856.
Na návsi stojí pískovcový sloup se sochou Panny Marie, vztyčený roku 1674, práce Jiřího Grana ze sousedních Doks.
V těsné blízkosti Družce, ale již na katastru sousední Velké Dobré leží přírodní památka Veselov, malé chráněné naleziště koniklece lučního.
Nedaleko obce, na křižovatce lesních cest, se na stromě nachází obrázek Panny Marie. Z iniciativy rodiny Matějkovy byl obrázek v květnu 2015 obnoven a posvěcen unhošťským farářem Jaroslavem Ptáčkem. Po obrázku je pojmenována nedaleká chatová osada U Obrázku.
12. listopadu 2022 byla v obci odhalena nová, pískovcová socha sv. Jana Křtitele. Původní, zchátralá socha z poloviny 18. století byla umístěna roky na místním hřbitově. Zastupitelstvo se rozhodlo pro vytvoření zcela nové skulptury, kterou zhotovil sochař Jan Brabec. Při slavnostním odhalení soše požehnal unhošťský farář Gabriel Rijad Mulamuhič.

## Doprava
- Silniční doprava – Do obce vedou silnice III. třídy. Územím obce prochází dálnice D6, nejblíže je exit 16 (Velká Dobrá) ve vzdálenosti 3 km.
- Železniční doprava – Železniční trať ani stanice na území obce nejsou. Nejblíže obci je železniční stanice Kamenné Žehrovice ve vzdálenosti 4,5 km ležící na trati 120 z Prahy a Kladna do Rakovníka.
- Autobusová doprava – V katastru obce se nachází celkem pět autobusových zastávek, ve kterých od prosince 2019 zastavují dvě autobusové linky s pravidelným jízdním řádem:[16]
  - linka 386 (Kladno,Aut.nádr – Družec,Náměstí – Bratronice – Unhošť,Nám. – Hostivice – Praha,Zličín)
  - linka 629 (Kladno,Aut.nádr. – Doksy – Družec,Náměstí – (o víkendech Bratronice,Dolní Bezděkov))

## Fotografie

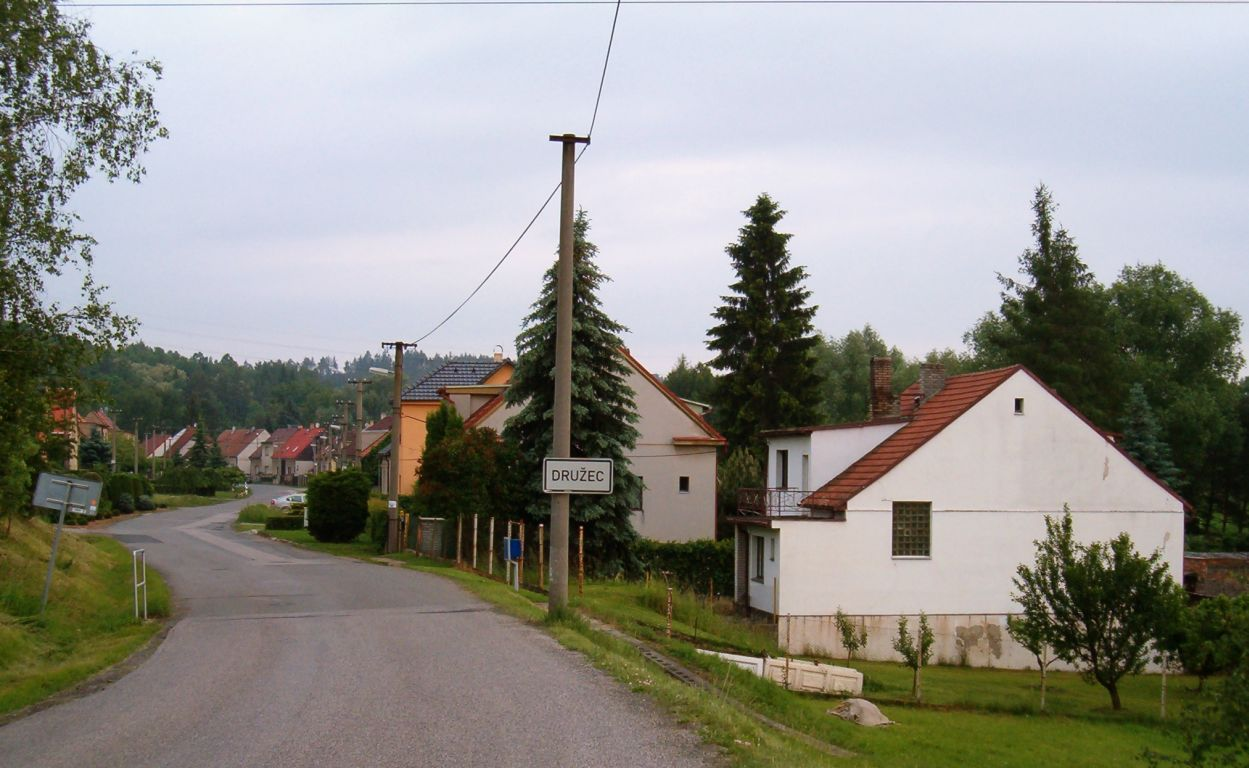
Příjezd z Doks
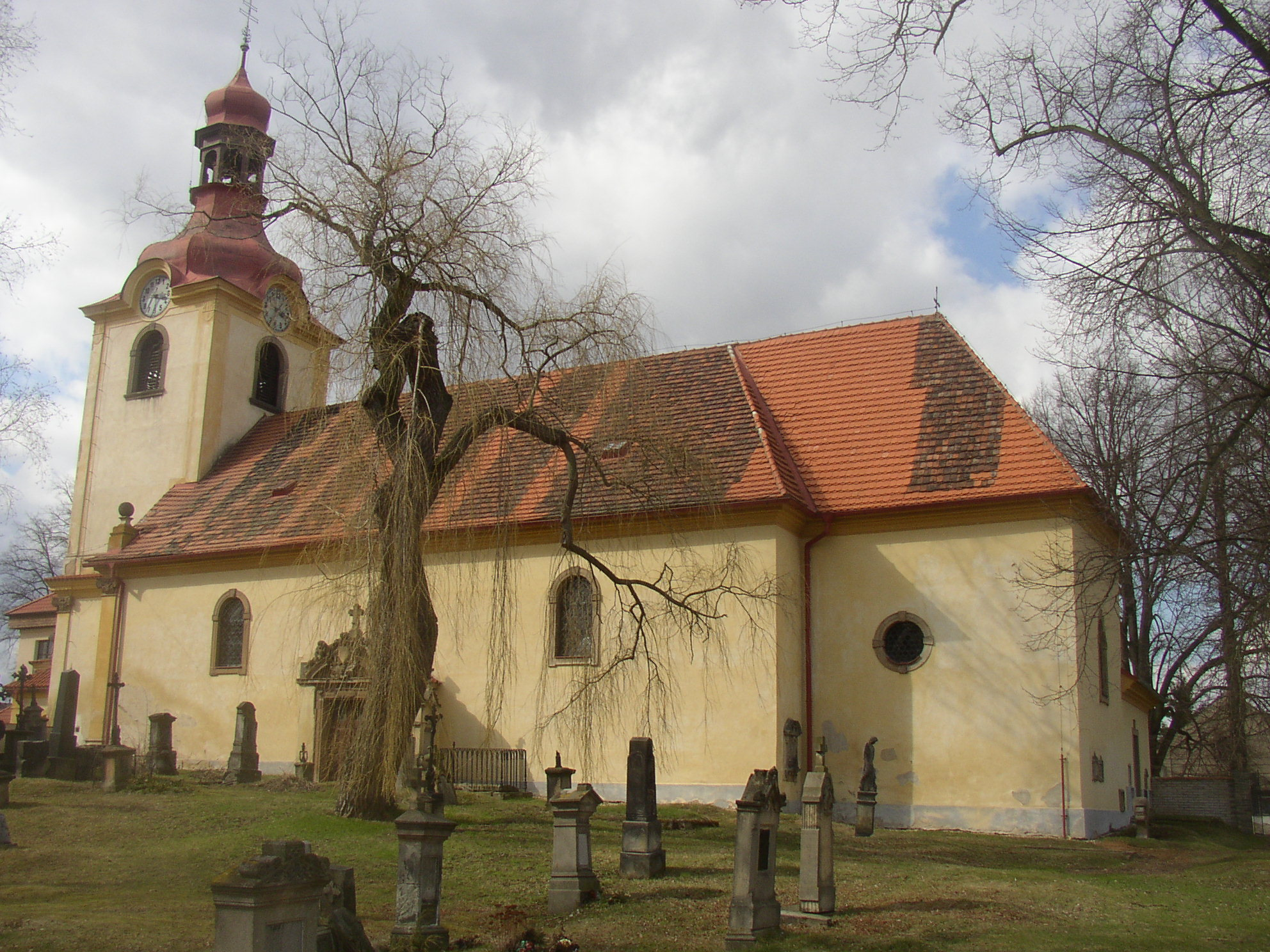
Kostel Nanebevzetí Panny Marie
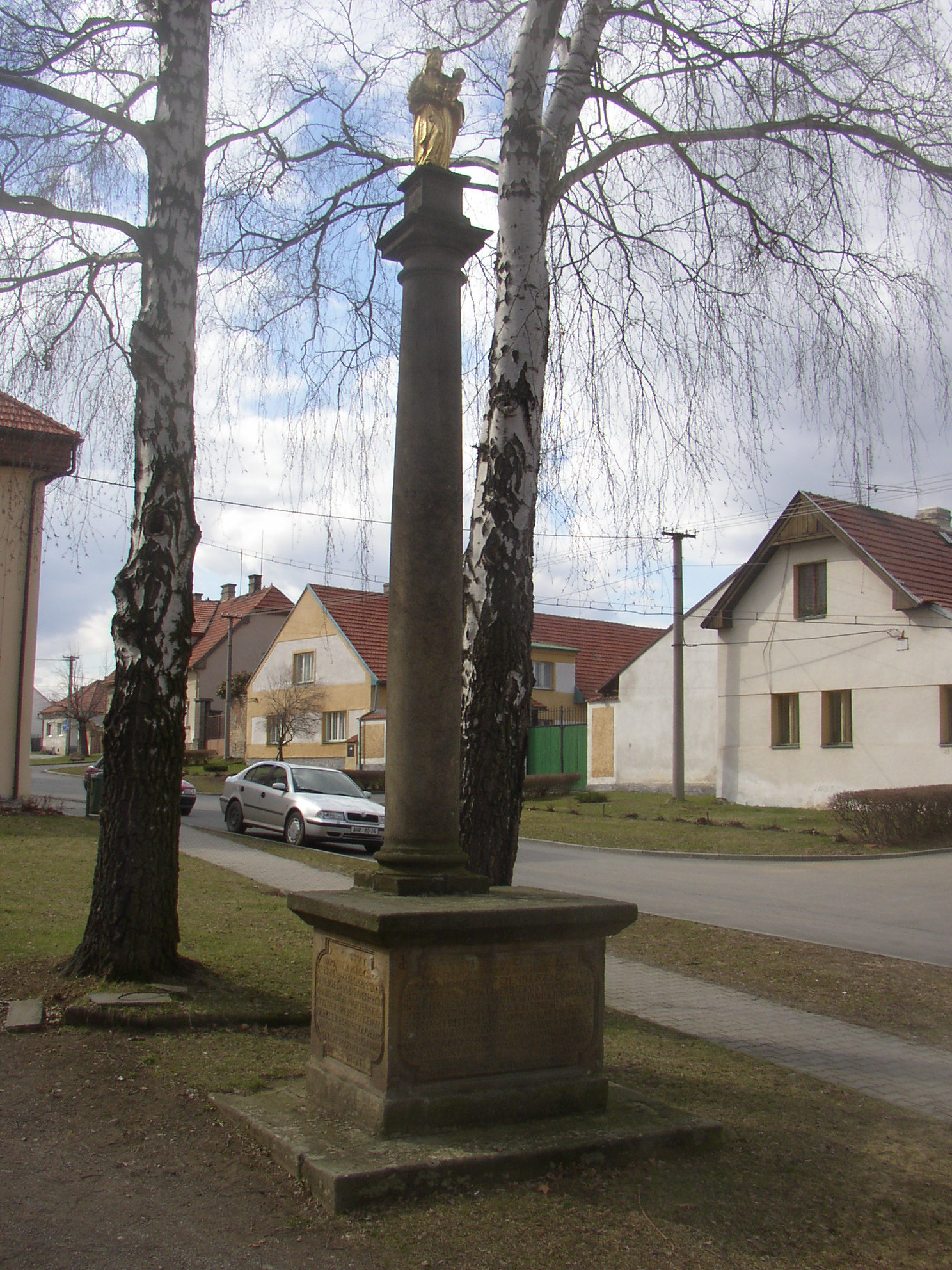
Mariánský sloup
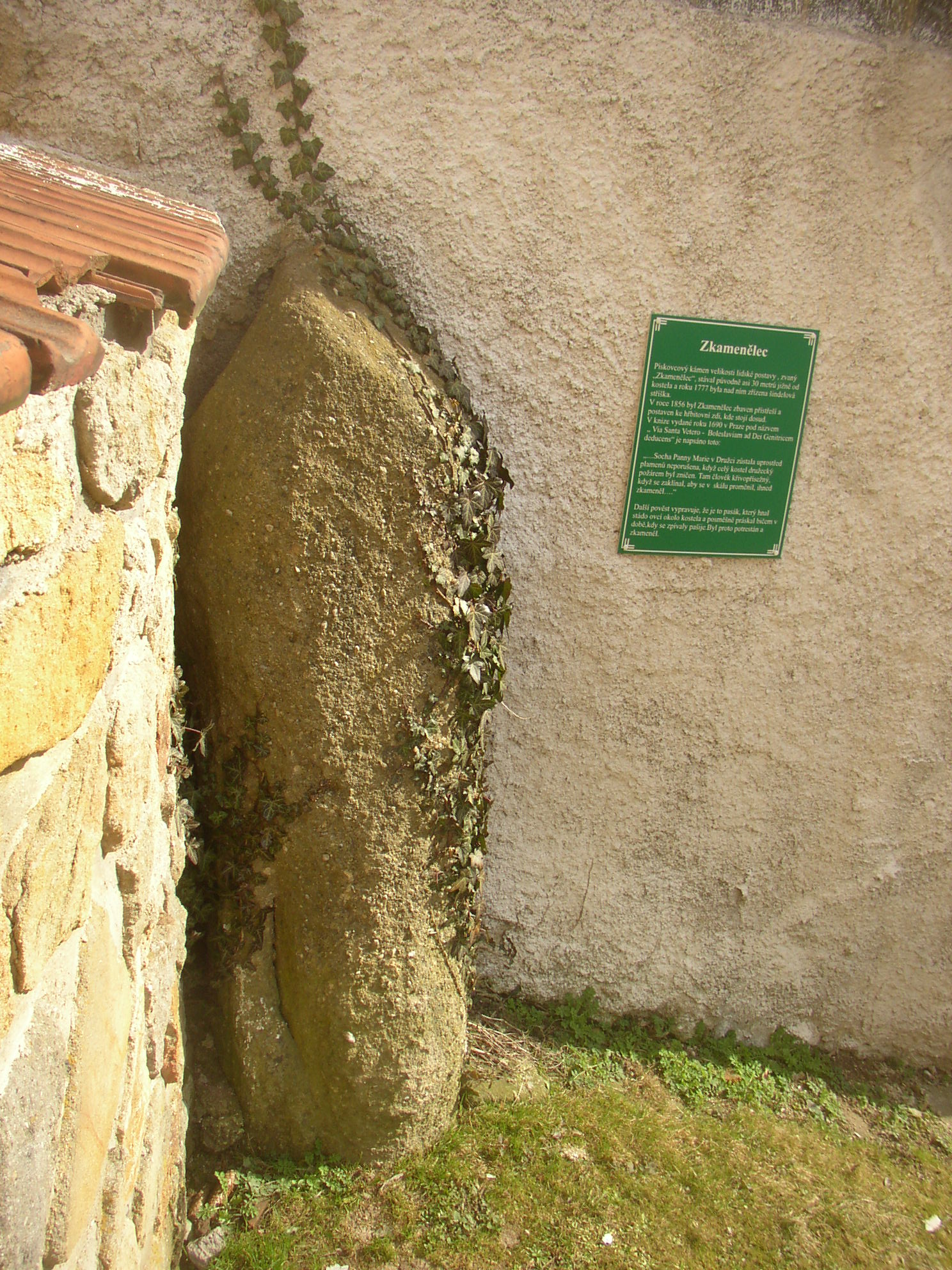
Zkamenělec
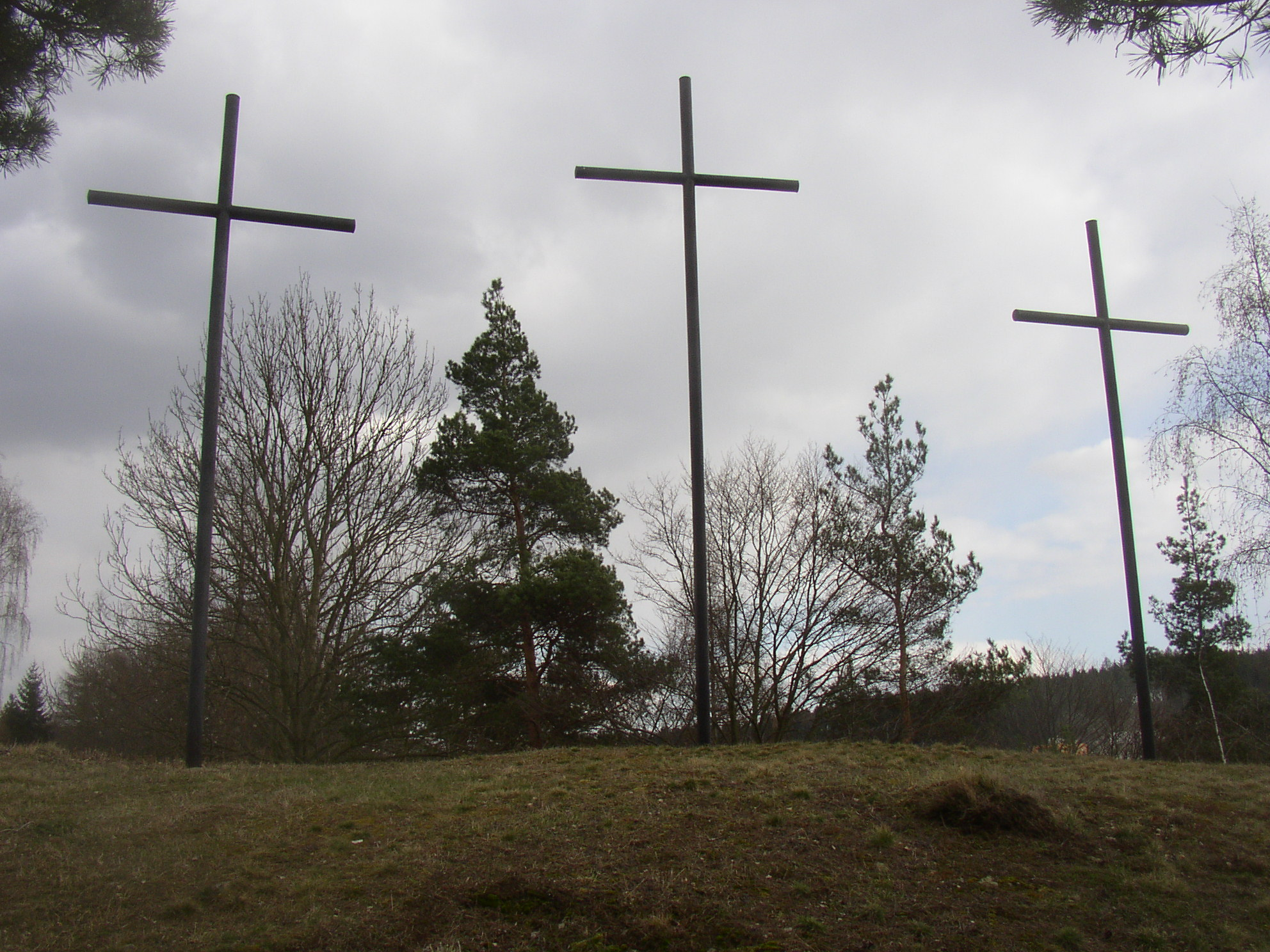
Družecká kalvárie
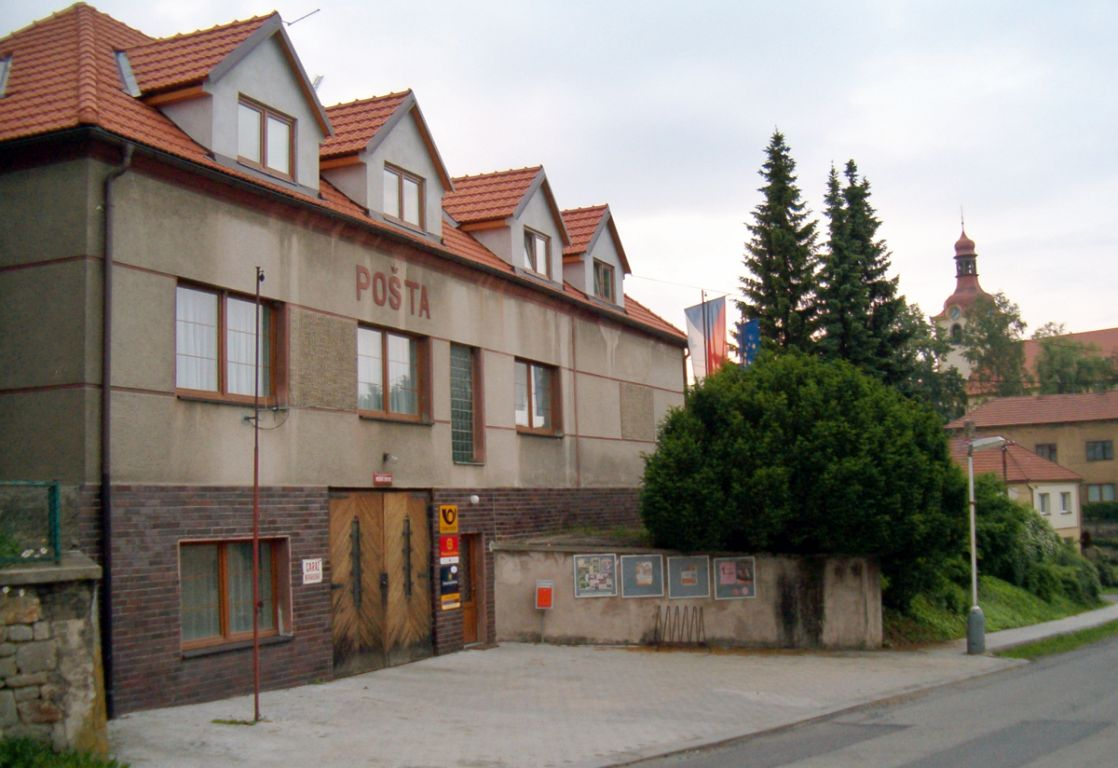
Poštovní úřad, v pozadí kostel
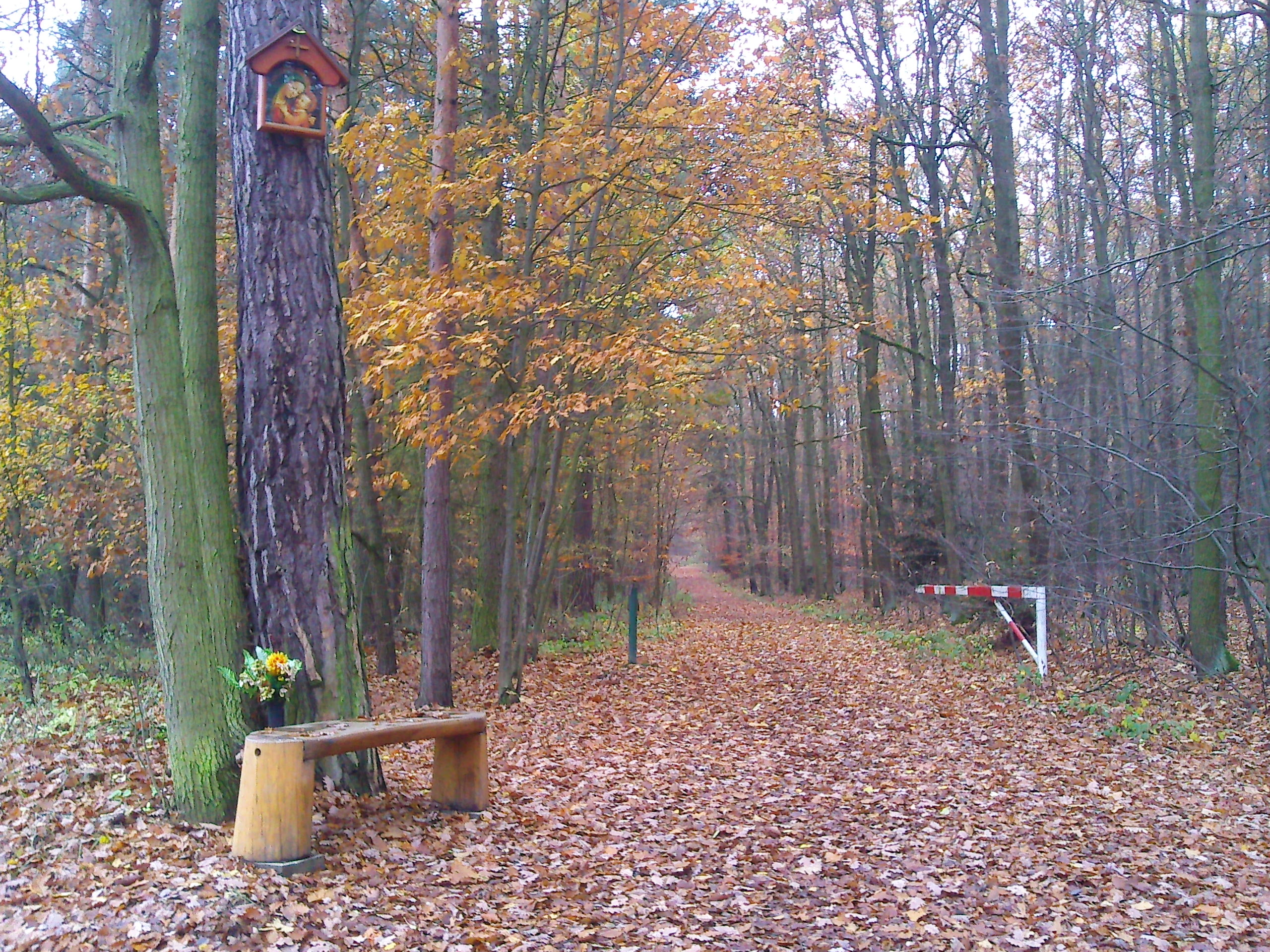
Obrázek Panenky Marie a lavička na kraji chatové osady U Obrázku
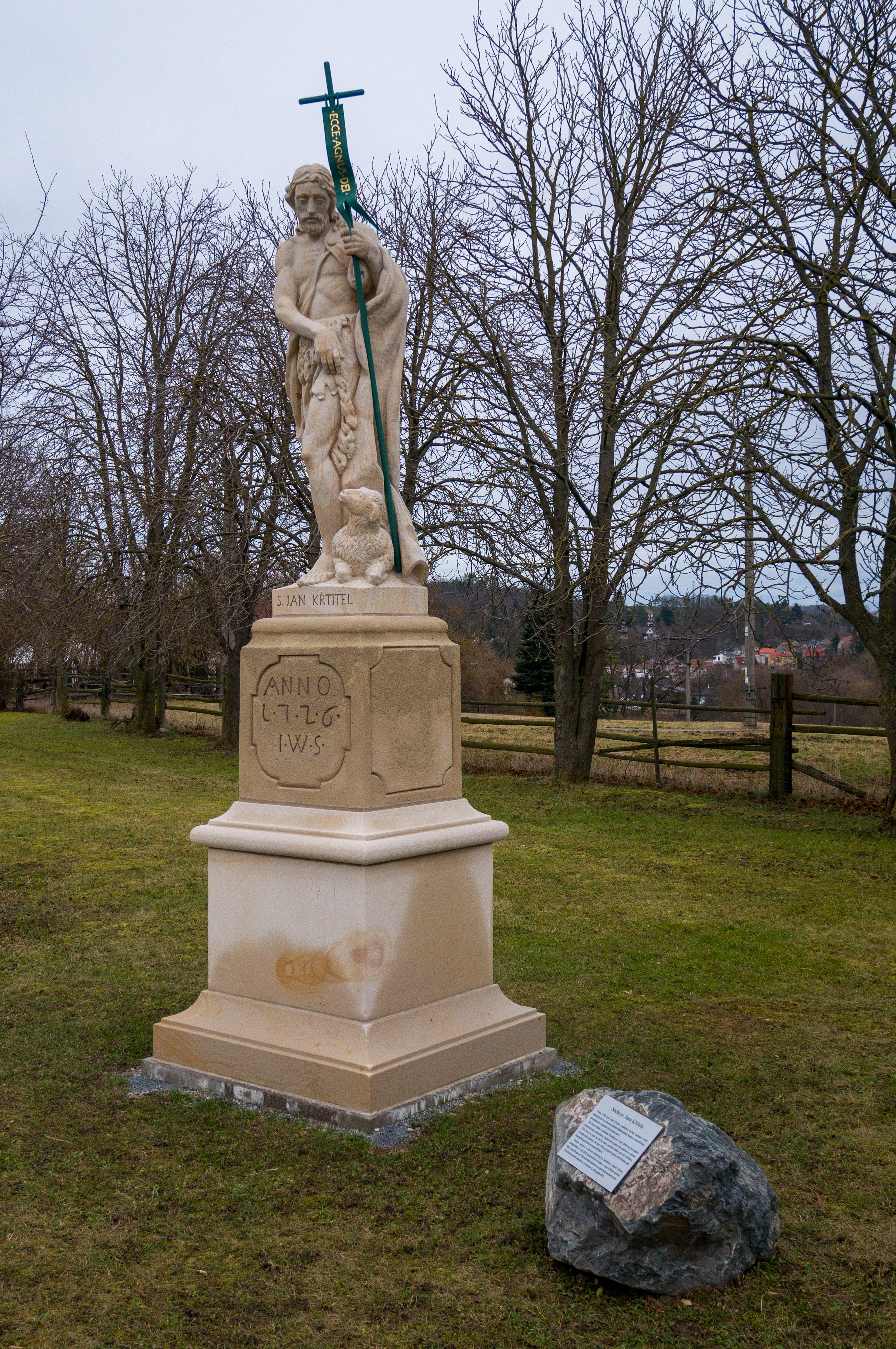
Socha svatého Jana Křtitele a kámen s popisem